# Christopher McCandless
Pour les articles homonymes, voir McCandless.
Christopher Johnson McCandless (IPA: /ˈkrɪstəfər ˈdʒɒnsən məˈkændlɨs/) dit « Alexander Supertramp », né le 12 février 1968 à El Segundo en Californie et mort le 18 août 1992 sur la piste Stampede en Alaska, est un aventurier américain ayant fait l'objet du récit biographique Voyage au bout de la solitude (Into the Wild) de Jon Krakauer, adapté au cinéma en 2007 par Sean Penn sous le titre Into the Wild (Vers l’inconnu au Québec).

## Jeunesse
Christopher McCandless, aussi appelé Chris McCandless, est le fils de Walt McCandless (1936-2019) et de Wilhelmina Johnson (née en 1945). Son père est né à Greeley, dans le Colorado et devient ingénieur en physique ; d’un premier mariage, il a quatre enfants, puis se remarie en 1967. Deux enfants (Christopher et Carine) naissent de ce second mariage. Il s’installe à Annandale en Virginie, dans la baie de Chesapeake.
D'après Jon Krakauer, la personnalité de Chris McCandless était particulièrement complexe : il avait un sens aigu de son domaine privé, mais pouvait se montrer aussi convivial et extrêmement sociable ; il évaluait également les gens à l’aide d’un code moral particulièrement rigoureux. Jon Krakauer reste assez évasif sur les relations qu'entretenait Chris avec ses parents et laisse entendre qu'elles se détériorèrent le jour où il apprit les circonstances de leur mariage. En effet, Walt ne se sépara de sa première femme qu'après avoir eu un autre fils (Quinn McCandless) peu après la naissance de Chris. À la suite de cette naissance, Walt divorça tout en dédaignant ce fils et se maria ensuite avec Wilhelmina.
La sœur cadette de Christopher, Carine, éclaire sous un jour totalement différent le contexte familial qui a baigné son enfance et celle de son frère. Dans son livre Into the Wild, l'histoire de mon frère, elle décrit un environnement familial particulièrement toxique dans lequel régnaient la violence, le harcèlement psychologique, les non-dits, l'alcoolisme de ses parents. Elle motive le départ de son frère comme une fuite vers la liberté pour s'extraire d'un quotidien insupportable et rompre avec ses parents.
Ce contexte familial a été éludé par Jon Krakauer dans son livre par respect pour les parents de Chris et sur demande de Carine. Il permet cependant d'apprécier sous un autre angle les aspirations de Chris et comprendre certains traits de sa personnalité.
Tourné vers l'idéalisme et le panthéisme, rejetant la société moderne de consommation, Chris McCandless avait un certain dégoût de l'être humain qui le poussa à s'isoler. Jeune, il dévorait les livres de Henry David Thoreau, de Ralph Waldo Emerson, de Jack London ainsi que ceux de Léon Tolstoï et partageait les idées philosophiques de ces auteurs.
En 1986, Chris McCandless obtient son diplôme de l'école secondaire Woodson. À cette époque, il part pendant plusieurs semaines vers l'Arizona, via la Virginie et le Texas. Il entre ensuite à l'université Emory.
Le 12 mai 1990, il obtient son diplôme universitaire mention histoire et anthropologie à l'université Emory d'Atlanta. Le week-end de remise des diplômes achevé, il liquide sa vie d'étudiant, remet l'argent qui lui reste (24 000 $) à l'organisation humanitaire OXFAM America et quitte sa famille. Inspiré par le roman L'Appel de la forêt de Jack London, il prend la route fin juin pour rejoindre l'Alaska.

## Personnalité de Chris McCandless
Selon ses parents, Chris McCandless avait toujours été une personne motivée qui ne supportait pas d'abandonner un projet lui tenant à cœur. Il avait une volonté de fer et était résistant. Têtu, il n'écoutait guère les remarques de ses proches qui soulignaient fréquemment son égocentrisme.
Quand il eut douze ans, son père et lui allèrent marcher dans les montagnes, comme ils le faisaient habituellement en été. Lorsqu'ils arrivèrent à 3 000 mètres, ils remarquèrent que la suite du chemin vers le sommet était dangereuse et escarpée. Walt décida alors qu'il était temps de redescendre, mais Chris protesta. Il voulait continuer et marcher jusqu'en haut de la montagne. Son père finit par le faire descendre. « S'il avait eu 14 ou 15 ans, il aurait tout simplement continué sans moi, explique Walt. Tout petit déjà, Chris était intrépide. Il ne croyait pas que le danger le concernait, on était toujours obligé de le retenir par la chemise. »
Chris était en effet un grand sportif, troisième meilleur coureur de son État et de sa catégorie. Il adorait la course à pied, participant à des cross et s'entraînant souvent. Ainsi devint-il l'entraîneur de l'équipe de cross country au lycée. Ses camarades se souviennent des rudes entraînements que Chris leur faisait subir. Il les égarait dans des rues inconnues et des quartiers peu fréquentables pour que, quand ils retrouvent le chemin, ils se donnent à fond. Il était rusé et intelligent et s'en servait, pensant que la seule façon d'atteindre un but était le mental, l'esprit et la volonté.
Les aspirations de Chris pour la vie sauvage lui ont été inspirées par son grand-père, vivant à la campagne. Ils s'adoraient et ne pouvaient se séparer.
Quand il arriva à l'université, où il eut d'ailleurs d'excellentes notes, il ne se liait pas beaucoup d'amitié avec les autres étudiants et ne participait pas aux activités extra-scolaires de son université. Chris recevait peu et ne sortait que très rarement de sa petite chambre au confort minimaliste. Il préférait trouver le bonheur dans les livres de Thoreau, Tolstoï ou encore Jack London.
« Il était inévitable que Chris parte, raconte sa sœur. Personne n'aurait pu l'en empêcher. » Après la remise des diplômes et l'anniversaire de son père, Chris partit. Il n'écrivit pas à sa famille, ne lui téléphona pas et ne la prévint pas de ce voyage qu'il considérait comme l'aboutissement de quatre années de travail stupide.
« Je ne me suis pas sentie froissée qu'il ne m'écrive pas, confie sa sœur Carine. Je savais qu'il était heureux et faisait ce qui lui plaisait ; je comprenais qu'il était important pour lui de voir jusqu'à quel point il pouvait être indépendant. »

## Les dernières années
Christopher McCandless quitte Atlanta en juillet 1990. Ses pérégrinations le mèneront tout au long du sud des États-Unis, à travers la Géorgie, la Louisiane, le Texas, le Nouveau-Mexique, l'Arizona, la Californie, l'Oregon, le Montana puis, via le Canada (Colombie-Britannique et Yukon), l'Alaska.

### Detrital Wash
Detrital Wash est une rivière qui coule en Arizona ; elle prend sa source dans les montagnes qui se trouvent au nord de Kingman et se jette dans le fleuve Colorado, en face du lac Mead, proche de Las Vegas. Pendant l'été, la convection peut provoquer des orages transformant le lit asséché de la rivière en torrent boueux.
Chris McCandless atteint Detrital Wash le 6 juillet 1990. Il gare sa voiture au fond du lit asséché de la rivière mais se trouve brusquement chassé par un orage, qui lui laisse juste le temps de se réfugier sur les berges, tandis que la voiture est noyée par l'eau. Il abandonne le véhicule et poursuit sa route à pied.
La voiture fut découverte trois mois plus tard par un botaniste, qui en fit don à l'État. Six ans après, elle était encore utilisée.

### Californie et Pacifique
Chris McCandless quitte Detrital Wash le 10 juillet 1990 et se rend dans la Sierra Nevada, où il travaille dans un ranch avant de partir pour Arcata (Californie). Il remonte la côte du Pacifique en direction de l’Oregon. Le 10 août, il reçoit une amende pour avoir fait de l’auto-stop près de Willow Creek : il donne l’adresse de ses parents, qui reçurent l’amende non payée à la fin du mois.
Il redescend ensuite vers l’Arizona et parvient, le 28 octobre 1990, à Topock. Il explore la région de la rivière Colorado et entre au Mexique ; arrêté tandis qu’il tente de rentrer aux États-Unis sans papiers d’identité, il passe une nuit en prison le 18 janvier 1991. Le 3 février 1991, il arrive à Los Angeles pour obtenir une nouvelle carte d’identité. Pendant plusieurs semaines, il vit dans les rues avec les clochards, les vagabonds et les ivrognes. En mai 1991, il s’installe à Bullhead City, où il trouve un emploi comme serveur chez Mc Donald's, qu’il quitte cependant au bout de trois semaines.
Il arrive plus tard au bord de la Salton Sea, mer miniature située au nord-est de San Diego et créée par un accident technique survenu au cours des années 1900. Il y vécut pendant plusieurs semaines au milieu des vagabonds, puis quitta la région pour San Diego puis l’Alaska.

### Dakota et Alaska
En mars 1992, Chris McCandless arrive dans le Dakota du Sud, à Carthage, où il travaille dans un ranch afin de faire des économies pour partir en Alaska.
Il quitte le Dakota du Sud le 15 avril 1992 et arrive en Alaska 6 jours plus tard. Il est alors pris en auto-stop par Gaylord Stuckey, qui l’emmène à Fairbanks où ils arrivent le 25 avril. Chris Mc Candless part alors vers le sud, en direction de la piste Stampede où il arrive deux jours plus tard.

### Piste Stampede et fin de l'aventure
La piste Stampede a été tracée dans les années 1930 par un mineur nommé Earl Pilgrim et conduit à des concessions d’antimoine, situées à 60 km de la ville de Healy. La piste subsiste toujours, malgré l'abandon de la mine ; elle ne fait pas partie du parc national du Denali et traverse la rivière Teklanika. En 1961, elle fut partiellement transformée en route : la compagnie Yukan, chargée de réaliser les travaux, acquit alors trois vieux autobus hors d’usage qu'elle transforma en logement sommaire ; lorsque les travaux furent arrêtés, deux des autobus furent rapatriés et le troisième demeura sur place, à 40 km à l’ouest de Healy .

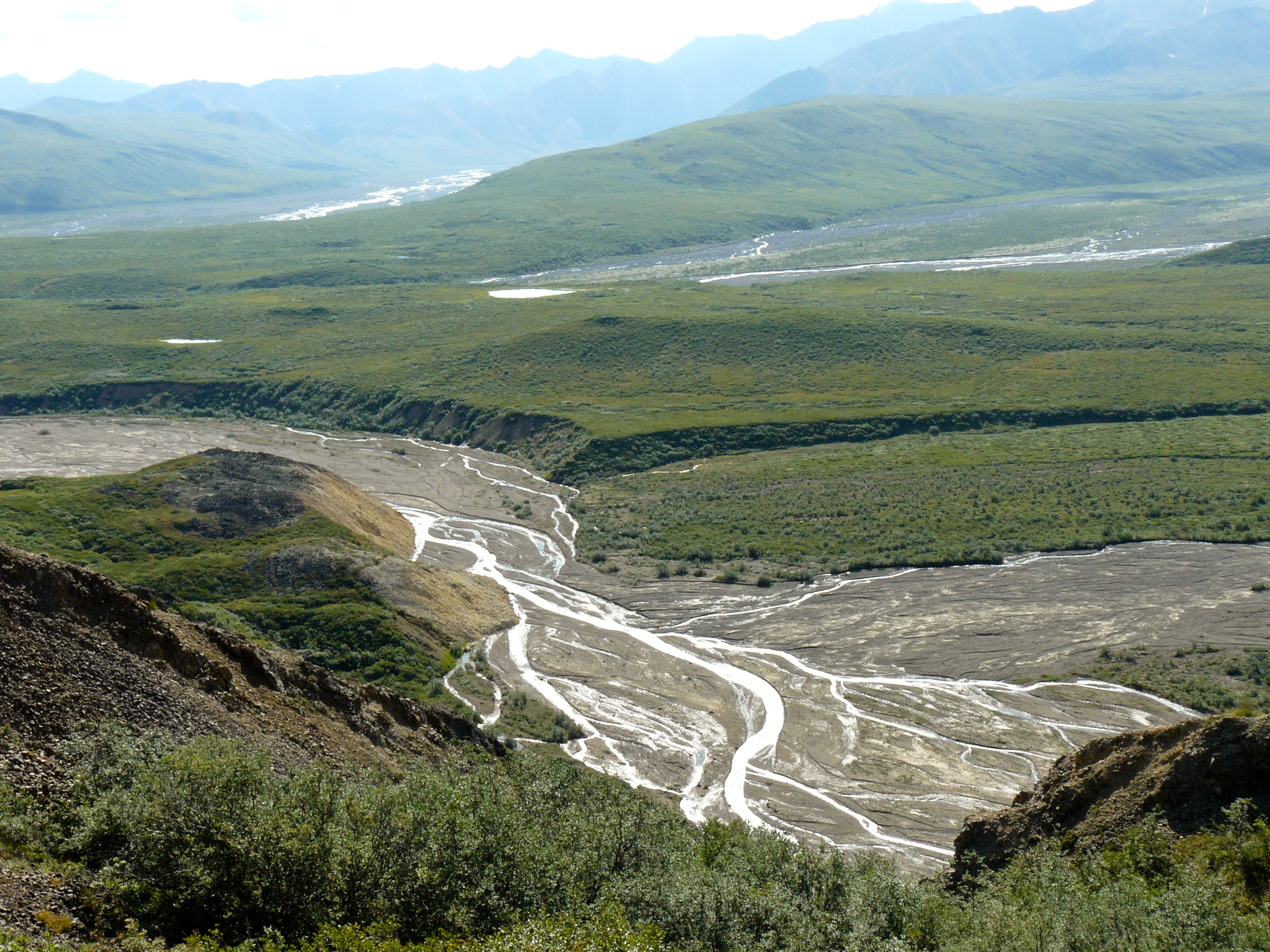
La rivière Toklat qui passe près de la piste et du lieu où se trouvait le bus de Chris McCandless.

C’est dans la carcasse de cet autobus que Chris McCandless s'installe le 1er mai 1992 ; il y passe près de quatre mois, les derniers jours de sa vie (112 jours de survie dans une nature sauvage), se nourrissant essentiellement, outre de petits animaux qu'il chassait à la carabine, de racines de pomme de terre sauvage.
Le 6 septembre 1992, Ken Thompson, Gordon Samuel et Ferdie Swanson se rendent à l’autobus pour chasser l’orignal ; ils y rencontrent un jeune couple qui, alerté par l’odeur, se tenait à quelques mètres de l’autobus, effrayé. Passant la tête par une fenêtre cassée, Gordon Samuel aperçoit un sac de couchage d’où dépasse la tête de Chris McCandless, mort.
La date exacte de sa mort n'est pas connue. Dans le journal de McCandless, les jours 108 à 112 ne contiennent aucun mot, seulement des barres obliques. Il s'est aussi pris en photo, tenant une note manuscrite « I HAVE HAD A HAPPY LIFE AND THANK THE LORD. GOODBYE AND MAY GOD BLESS ALL ».
Son corps fut incinéré et ses cendres remises à sa famille le 20 septembre 1992.

### Hypothèses sur sa mort
L'hypothèse reprise par le film de Sean Penn est que Chris McCandless aurait consommé par erreur, au lieu des tubercules de pomme de terre sauvage (Hedysarum alpinum), les tubercules d'une plante très proche (Hedysarum mackenzii), toxiques, qui l’auraient empoisonné au point de ne plus pouvoir digérer la nourriture. La thèse suivante a été validée et publiée dans une revue scientifique par Krakauer lui-même : Christopher McCandless est bien mort de faim parce qu'il s'est empoisonné avec une graine jusqu'alors considérée comme comestible.
L'écrivain a fait analyser les deux types de plantes présentes autour du bus et les résultats ont démontré la présence de L-Canavanine dans celles-ci.
Le poison l'a vraisemblablement rendu trop faible pour bouger, chasser ou cueillir (…). Une autre hypothèse, développée par l'Américain Ronald Hamilton et publiée dans un article intitulé The Silent Fire: ODAP and the death of Christopher McCandless, publié dans le blog du journal The New Yorker en 2012, met en lumière la présence d'acide oxalyl-diaminopropionique (ODAP) dans les graines des deux plantes citées plus haut. Chris McCandless aurait consommé régulièrement ces graines (comme indiqué dans son journal) qui auraient provoqué chez lui un neurolathyrisme important. La molécule agit en inhibant la ε-aminooxydase, enzyme chargée de la transformation dans l’organisme de la lysine en allysine. Cette perturbation métabolique empêche la synthèse du collagène et de l’élastine. Les symptômes de la maladie sont essentiellement neurologiques, avec apparition brutale de troubles moteurs des membres inférieurs accompagnés parfois de douleurs ou de troubles sphinctériens, notamment urinaires. Dans les cas les plus graves, les patients sont contraints de se déplacer en rampant.
Ron Lamothe semble convaincu que Chris McCandless est réellement mort de faim, et qu'il était peut-être également affaibli par une blessure, probablement à l'épaule.

## Controverses
La sortie simultanée, en 2007, d'un film de fiction et d'un documentaire consacrés au voyage de Chris McCandless (Into the Wild, de Sean Penn et The Call of the Wild (en), de Ron Lamothe (en)) a permis de mettre en lumière le décalage entre l'histoire racontée par Jon Krakauer dans son ouvrage – histoire dont s'est directement inspiré Sean Penn – et la réalité factuelle.
Il est ainsi apparu que, contrairement à ce que laisse entendre l'acteur et réalisateur américain, Chris McCandless n'a jamais détruit ses pièces d'identité. Son portefeuille, intact, a en effet été retrouvé dans son sac à dos, qui fut découvert dans le bus de la piste Stampede par Will Forsberg, un trappeur habitant la région. Le portefeuille contenait la carte de sécurité sociale de Chris McCandless (alors que Penn le montre détruisant cette carte au début de son film), ainsi que son certificat de naissance, son permis de conduire, des cartes de bibliothèques, une inscription sur les listes électorales et une carte de santé émise dans le Nevada. Il contenait également 300 $. Ces éléments, sur lesquels Krakauer insiste peu et que Penn choisit d'ignorer, jettent une lumière différente sur l'aventure de Chris McCandless : on peut en effet prudemment en déduire qu'il avait bien l'intention de retourner à la civilisation au terme de son séjour en pleine nature. Malgré tout, dans la dernière édition de son livre, Krakauer développe largement l'idée du retour de Chris McCandless, comparant son aventure extrême à sa propre expérience de jeune homme, réalisant au péril de sa vie l'ascension du mont Devils Thumb, en Alaska également. Certains estiment néanmoins qu'il a forcé le trait en faisant de Chris McCandless un héros romantique en rupture complète avec la société. Penn, quant à lui, peut se défendre en indiquant qu'il a fait œuvre de fiction en s'inspirant d'une histoire vraie. La fin du film montre Chris McCandless tentant de rentrer et empêché par les crues. Sean Penn le laisse rêver de retrouvailles familiales dans son agonie.
Loin du point de vue idéaliste et romantique de beaucoup de lecteurs de Krakauer, certains habitants de l’Alaska portent un jugement très sévère sur cette aventure. Ainsi, un garde forestier du parc national du Denali, Peter Christian, souligne que Chris McCandless était très insuffisamment préparé et ne possédait même pas une carte de la région ; il estime qu’il s’agit d’un véritable « suicide ». Le jeune homme ne savait pas qu’il existait un bac manuel en fonction sur la rivière, à quelques centaines de mètres de la piste Stampede, ainsi que quatre abris contenant vivres et couvertures dans un rayon d'une dizaine de kilomètres (bien que trois au moins aient été vandalisés durant l'été et soient ainsi devenus inutilisables).
Judith Kleinfeld, dans un article publié dans l'Anchorage Daily News, rapporte que « beaucoup d’habitants de l’Alaska ont réagi avec colère devant cette stupidité. Il faut être un idiot complet, disent-ils, pour mourir de faim en été à 30 km seulement de la route du parc ». Jon Krakauer souligne finalement que Chris McCandless était parfaitement conscient des risques qu'il prenait, et que ces risques, comme son équipement minimal, étaient même souhaités. Il recherchait la difficulté, mais il s'est finalement heurté à son manque de préparation. Une carte topographique de la région l'aurait probablement sauvé, mais ne correspondait pas à l'aventure qu'il voulait vivre.